# Thunder Force III
Thunder Force III (サンダーフォースIII?) è un videogioco sparatutto a scorrimento sviluppato e pubblicato nel 1990 da Technosoft per Sega Mega Drive. Terzo capitolo della serie Thunder Force, del gioco è stata realizzata una conversione arcade dal titolo Thunder Force AC, da cui è stata ricavata una versione per Super Nintendo Entertainment System, distribuita come Thunder Spirits.
Il gioco è incluso nelle raccolte Thunder Force Gold Pack 1 e Thunder Force: Gold Pack 2 per Sega Saturn. Nel 2020 Thunder Force AC è stato distribuito per Nintendo Switch all'interno della serie Sega Ages.

## Trama
Thunder Force III si svolge circa 100 anni dopo Thunder Force e direttamente dopo Thunder Force II.
Nonostante i suoi successi, la Galaxy Federation ha perso nella battaglia contro l'Impero ORN. L'ORN ha installato dispositivi di occultamento su cinque pianeti principali nel loro territorio spaziale, che nascondono la loro base principale, rendendo difficile - per la Galaxy Federation - individuare e attaccare il quartier generale nemico. Inoltre, l'ORN ha costruito un sistema di difesa remoto per proteggersi: Cerberus, che è particolarmente efficiente nel neutralizzare grandi navi e flotte.
Saputo di ciò, la Galaxy Federation crea il FIRE LEO-03 Styx: un'imbarcazione abbastanza piccola da evitare il rilevamento da parte di Cerberus, ma dotata della potenza di fuoco di un grande cacciabombardiere stellare. La Galaxy Federation schiera Styx per distruggere i cinque dispositivi di occultamento, infiltrarsi nel quartier generale dell'impero ORN e distruggerne l'imperatore, il bio-computer: "Cha Os".

## Modalità di gioco
Per Thunder Force III, il formato palcoscenico libero-direzionale - presente anche nei due precedenti giochi - viene rimosso e sostituito interamente dal formato palco a scorrimento orizzontale - diventato il nuovo standard della serie.
Il giocatore può scegliere da quale dei cinque pianeti iniziali (Hydra, Gorgon, Seiren, Haides ed Ellis) iniziare. Dopo aver completato le prime cinque fasi, il gioco continua per altre tre fasi nel quartier generale di ORN.
Il gioco utilizza lo stesso sistema di armi del prequel, ma con qualche modifica. Alcune armi di Thunder Force II, infatti, vengono riutilizzate o modificate leggermente (i potenziamenti: Twin shot e Back shot rimangono nelle impostazioni predefinite), mentre tutti gli altri sono completamente nuovi o esclusivi.
Questa volta, quando la nave del giocatore viene distrutta, viene persa solo l'arma che era attualmente in uso (a meno che non sia un'arma predefinita); In qualsiasi modalità di difficoltà superiore a quella predefinita, tutte le armi vengono perse quando la nave viene distrutta. Anche i "CLAW" vengono riutilizzati e hanno lo stesso comportamento e le stesse funzioni, ma quando il giocatore raccoglie l'oggetto CLAW, la nave riceve automaticamente un massimo di due CLAW (anche i CLAW vengono persi al momento della distruzione della nave in tutte le modalità di difficoltà esterne a quella predefinita). Inoltre, quando si usano la maggior parte delle armi, i CLAW imiteranno la nave e spareranno la stessa arma.
Inoltre, la nave del giocatore ha un'impostazione di velocità, che può essere aumentata o ridotta su 4 livelli con la pressione di un pulsante.

## Accoglienza
| Testata       | Versione | Giudizio |
| ------------- | -------- | -------- |
| Famitsū       | Genesis  | 31/40    |
| Famitsū       | SNES     | 23/40    |
| MegaTech      | Genesis  | 89%      |
| Mean Machines | Genesis  | 86%      |

La versione originale per Genesis ha ricevuto molte elogi: GamePro lo ha definito "uno sparatutto volante semplice con una grafica meravigliosa", descrivendolo come "estremamente difficile, più adatto agli appassionati di sparatutto hardcore" e menzionando i grandi nemici dettagliati e gli "sfondi intricati"; nel 1992, Mega ha posizionato il gioco al 17º posto nella loro "Top Mega Drive Games of All Time"; nel 1997, Electronic Gaming Monthly lo ha elencato come il "59° miglior videogioco per console di tutti i tempi", definendolo il miglior sparatutto su Genesis.